# Africa Cup U19 A 2012
El Africa Cup U19 A del 2012 fue la sexta edición del torneo de rugby juvenil para naciones africanas.

## Participantes
- Selección juvenil de rugby de Kenia
- Selección juvenil de rugby de Namibia (Namibia U19)
- Selección juvenil de rugby de Túnez
- Selección juvenil de rugby de Zimbabue (Sables U19)

## Posiciones
| Pos. | Equipo   | Encuentros | Encuentros | Encuentros | Encuentros | Tantos  | Tantos    | Tantos     | Puntos Totales |
| Pos. | Equipo   | jugados    | ganados    | empatados  | perdidos   | a favor | en contra | diferencia | Puntos Totales |
| ---- | -------- | ---------- | ---------- | ---------- | ---------- | ------- | --------- | ---------- | -------------- |
| 1    | Namibia  | 3          | 3          | 0          | 0          | 127     | 41        | +86        | 15             |
| 2    | Zimbabue | 3          | 2          | 0          | 1          | 78      | 54        | +24        | 9              |
| 3    | Kenia    | 3          | 1          | 0          | 2          | 43      | 62        | –19        | 5              |
| 4    | Túnez    | 3          | 0          | 0          | 3          | 17      | 108       | -91        | 0              |

|  | Campeón |

## Resultados
| 25 de agosto | Namibia | 44 - 7 | Túnez |  |  |

| 25 de agosto | Zimbabue | 13 - 10 | Kenia |  |  |

| 29 de agosto | Namibia | 39 - 11 | Kenia |  |  |

| 29 de agosto | Zimbabue | 42 - 0 | Túnez |  |  |

| 1 de septiembre | Kenia | 22 - 10 | Túnez |  |  |

| 1 de septiembre | Zimbabue | 23 - 44 | Namibia |  |  |

| Bandera de Namibia |
| Campeón Namibia    |
| Tercer titulo      |